# مایک پیندر
مایک پیندر (انگلیسی: Mike Pinder؛ زادهٔ ۲۷ دسامبر ۱۹۴۱) موسیقی‌دان راک اهل انگلستان است. او کیبوردنواز و همچنین یکی از پایه‌گذاران گروه مودی بلوز است و از پیشگامان سبک الکترونیک راک به شمار می‌رود.